# Kevin Olusola
Predefinição:Conjuge
Kevin Olusola (Owensboro, Kentucky, 5 de outubro de 1988) é um músico americano, beatboxer, rapper, produtor musical, cantor e compositor. Geralmente, é conhecido por ser o beatboxer do grupo a capella Pentatonix. Depois da vitória do grupo na competição The Sing-Off da NBC em 2011, eles lançaram cinco álbuns e todos foram ao Billboard 200. Além disso, venderam mais de 2 milhões de discos e acumularam mais de 2 bilhões de visualizações no YouTube.
Kevin também é um importante nome na arte de "celloboxing", a arte de tocar violoncelo e beatbox de modo simultâneo. Sua versão de celloboxing de "Julie-O" de Mark Summer se tornou viral em abril de 2011, o que levou o seu envolvimento com Pentatonix. Olusola se apresentou em festivais clássicos como a Bienal de Violoncelo do Amsterdã e o Festival de Academia de Königstein im Taunus. Além disso, abriu a Conferência TED em Vancouver e foi escolhido por Quincy Jones para representá-lo no Montreux Jazz Festival, em 2012, no mesmo prgorama de Bobby McFerrin e Chick Corea. Olusola é fluente em mandarim.

## Precedentes
Olusola nasceu em Owensboro, Kentucky, de Oluwole Olusola, um psiquiatra nigeriano e de Curline Paul, uma enfermeira granadina. Naquela época, seu pai tinha acabado de sair da escola de medicina da Nigéria e começado um estágio em Trinidad e Tobago em função da Loma Linda University( uma instituição Adventista do Sétimo Dia), onde conhceu sua esposa enquanto fazia seu mestrado em saúde pública. Depois de se casarem, mudaram-se para Hershey, Pensilvânia, por um curto período de tempo e depois foram à Filadélfia, Pensilvânia, para que seu pai terminasse a residência médica no Albert Einstein Medical Center. Kevin começou sua educação na Greather Philadelphia Junior Academy, mas sau família finalmente se mudou para Owensboro, Kentucky, onde foi criado. Frequentou a Escola de Triplett, uma escola baseada no Método Montessori, durante alguns tempos e depois seus pais o transferiram para a Escola Pública de Owensboro. para seu programa acelerado de Matemática que lhe permitiu aprender pré-cálculo a partir do 9º ano. Candidatou-se para o internato no 11º ano e foi aceito para a Phillips Academy Andover, Choate Rosemary Hall e Deerfield Academy, mas escolheu Andover.
Kevin diz que Andover ensinou-lhe a ética de trabalho, tenacidade e disciplina. Passou de um estudante médio para um estudante honraro no seu último ano. Envolveu-se em serviços comunitários, dirigindo um programa musical para estudantes de ficção elementar, e atividades de línguaespanhola, em que liderou a mesa de língua espanhola que o levou à Costa Rica para estudar espanhol por quatro semanas. Escolheu estudar na Universidade de Yale, mas também foi aprovado na Universidade de Princeton, na Universidade de Stanford, na Universidade da Pensilvânia e na Brown University.

## Carreira musical

### 1998-2010: início da carreira
Os pais de Kevin descobriram seu talento musical quando tina apenas seis meses de idade e decidiram colocá-lo em aulas de música. Ele começou a tocar piano aos 4 anos, violoncelo aos 6 anos e saxofone aos 10 anos. Envolveu-se fortemente em programas de música em todo o tempo de escola em Owensboro, Kentucky, e na comunidade participando de bandas de jazz, de marchas e orquestras. Quando tinha 12 anos, foi selecionado como o saxofonista principal da United States College Wind Band e percorreu por toda a Europa em três semanas durante o verão. Foi, também, violoncelista principal da Orquestra de Jovens do Estado de Kentucky e recebeu a maior honra na Escola de Artes do Governador de Knetucky. Solou e apresentou-se em um trio de piano no Carnegie Hall como o vencedor do American Fine Arts Festival. Solou uma segunda vez para o especial PBS "From the Top at Carnegie Hall."
Enquanto estava no Yale, Olusola foi um dos principais violoncelistas da Yale Symphony Orchestra e participou da música de câmara. Foi durante o seu primeiro ano quando começou a pensar sobre uma carreira de música, no verão de Pequim, onde trabalhou como "celloboxing". Um de seus professores do programa intensivo de verão em Harvard sugeriu que ele deveria tentar combinar as duas habilidades. Ganhou o segundo lugar da competição "Celebrate and Collaborate With Yo-Yo Ma" e abriu o concerto KRS-One na Southern Connecticut Stage University. Diz-se que, durante a pausa na primavera, seu mentor Brandon Ogbunugafor o ajudou a tomar a decisão de finalmente entrar no mundo da música, dizendo que Medicina sempre estaria presente. Mudou-se para Pequim para estudar chinês e continuamente aperfeiçoou suas habilidades de celloboxing. Depois de um tempo, enviou covers de celloboxing ao seu canal no YouTube e fez uma apresentação para o embaixador Jon Huntsman em sua residência e na emissora Televisão Central da China com Li Yugang e com o beatboxer chinês Chong'er. Conheceu em o rapper americano KorElement em Pequim, em que fizeram vários covers juntos para o YouTube, além da atuação no American Pavillion para a Expo Mundial de Shanghai de 2010.

### 2010-presente:Pentatonix
Depois do período acadêmico na China, Olusola passou o verão em Pequim trabalhando a sua versão de celloboxing para "Julie-O" de Mark Summer, enquanto vivia em um apartamento com um amigo na China. Continuou trabalhando nisso durante todo o ano e decidiu fazer uma audição com as escolas de m´sica. Foi aceito no Conservatório de Nova Inglaterra para o Programa de Terceiro Fluxo e Berklee School of Music, mas escolheu Berklee no final. Foi nomeado para um prêmio no dia de sua graduação e filmou "Julie-O" ocm ajuda da estrela do YouTube e aluno do Yale, Jake Bruene. O vídeo foi postado em 14 de abril de 2011 e na segunda semana, já tinha alcançado a sexta posição no Reddit, se tornando um vídeo aclamado e viral na internet.
No momento em que o vídeo se tornou viral, Olusola foi contatado por Scott Hoying, que ficou impressionado com sua musicalidade e habilidade no beatbox. Hoying estava formando um grupo com Kirstie Maldonado, Mitch Grassi e Avi Kaplan para competir a terceira temporada do The Sing-Off da NBC e queria que Kevin se juntasse a eles. O segundo fim de semana após o término da faculdade, conheceu o grupo e a partir dali, Pentatonix nasceu. Após a gravação do show, Kevin fez uma breve participação como violoncelista para  Gungor no David Crowder Band "7" antes de voltar com Pentatonix para o fim da temporada. O grupo ganhou o título Sing-Off em 28 de novembro de 2011, que lhes deu um contrato de gravação com a Sony Music, além de US$ 200.000. O grupo mudou-se imediatamente para Los Angeles para gravar o primeiro álbum com o produtor Ben Barm, que conheceram durante a competição. O primeiro EP, PTX, Volume 1, foi lançado em 26 de junho de 2012, alcançando a 14ª posição no Billboard 200 e a 5ª posição nos charts digitais. O EP vendeu mais de 200.000 cópias na sua primeira semana de lançamento. Embarcaram numa turnê no outono de 2012, lançamento o EP de Natal, PTXmas, em 13 de novembro de 2012.
Depois da turnê de inverno-primavera em 2013, Pentatonix voltou aos estúdios para terminar o segundo EP, PTX, Vol. II. Olusola interessou-se mais pelas composições e pelas Produções, especialmente como "palmas" e heavy beats se encaixariam como ferramentas eficazes para reforçar o contexto a capella do grupo. Escreveu quatro canções para o álbum, Natural Disaster, Love Again, Hey Momma/Hit the Road Jack e Run to You. O álbum foi lançado em 5 de novembro de 2013 e alcançou a 10ª posição no Billboard 200 e a 1ª posição nos charts independentes, vendendo 31.000 cópias na primeira semana. O álbum de Natal foi re-lançado em 19 de novembro de 2015, como edição deluxe, contendo duas faixas adicionais. Uma delas, The Little Drummer Boy, entrou em várias colocações da Billboard, incluindo a 2ª posição em "Steaming Songs" e a 1ª posição no "Holiday 100". Tornou-se a quarta canção de férias com mais peaks na Hot 100 da Billboard. Pentatonix assinou um contrato com a RCA Records depois da turnê nos Estados Unidos e sua segunda turnê europeia em 2014. Em 2015, Kevin lançou um EP solo intitulado como The Renegade EP.
Em fevereiro de 2015, Pentatonix ganhou um Grammy na categoria "Best Arrangement, Instrumental or a capella" em função do medley "Daft Punk".